# Fragile
Fragile är det fjärde studioalbumet av den brittiska gruppen Yes, utgivet 1 november 1971 (4 januari 1972 i USA). Albumet räknas som ett av bandets bästa. Här återfinns en av deras mest kända låtar, "Roundabout". Inför detta album hade Tony Kaye lämnat bandet och ersatts av Rick Wakeman.

## Låtlista
Sida ett
1. "Roundabout" (Jon Anderson/Steve Howe) - 8:36
2. "Cans and Brahms" (Johannes Brahms, arr. Rick Wakeman) - 1:43
3. "We Have Heaven" (Anderson) - 1:40
4. "South Side of the Sky" (Anderson/Chris Squire) - 7:58

Sida två
1. "Five Per Cent for Nothing" (Bill Bruford) - 0:38
2. "Long Distance Runaround" (Anderson) - 3:30
3. "The Fish (Schindleria Praematurus)" (Squire) - 2:42
4. "Mood for a Day" (Howe) - 3:03
5. "Heart of the Sunrise" (Anderson/Squire/Bruford) - 11:33

Bonuslåtar på CD-utgåvan
1. "America" (Simon) - 10:33
2. "Roundabout" (Early rough mix) (Anderson/Howe) - 8:35

## Medverkande
- Jon Anderson - sång
- Chris Squire bas, sång
- Steve Howe - elektrisk, akustisk gitarr, sång
- Rick Wakeman - orgel, flygel elpiano, cembalo, mellotron, synthesizer
- Bill Bruford - trummor, slagverk

## Listplaceringar
| Titel      | Listpositioner | Listpositioner |
| Titel      | GBR            | USA            |
| ---------- | -------------- | -------------- |
| Fragile    | 7              | 188            |
| Roundabout | -              | -              |